# Herzogtum Coligny
Das Herzogtum Coligny bestand nacheinander aus zwei separaten Gebieten, die beide im Besitz der Familie Coligny waren:
- 1643 bis 1646 aus der Herrschaft Châtillon-sur-Loing, die am 18. August 1643 unter dem Namen Coligny für Gaspard III. de Coligny zum Herzogtum erhoben wurde.
- 1648 bis 1657 aus der Grafschaft Coligny (Coligny-le-Neuf), die im November 1648 von König Ludwig XIV. mit dem Gebiet um Coligny in der Bresse und dem Revermont zugunsten von Gaspard IV. de Coligny, Generalleutnant und Sohn von Gaspard III., zum Herzogtum und zur Pairie erhoben wurde.

## Herzöge von Coligny
Der Titel Herzog von Coligny wurde im 17. Jahrhundert von drei Mitgliedern der Familie Coligny getragen.
- Gaspard III. de Coligny, Graf von Coligny, Herr von Châtillon-sur-Loing, Marschall von Frankreich.
- Gaspard IV. de Coligny, Sohn Gaspards III., Generalleutnant der Armee des Königs. Er wurde bei Charenton verwundet und auf dem Sterbebett zum Marschall von Frankreich ernannt. Im November 1648 machte der König die Grafschaft Coligny zum Herzogtum Coligny, so dass Gaspard IV. nun Herzog von Châtillon und Coligny war.
- Henry-Gaspard de Coligny, posthumer Sohn Gaspards IV. war Herzog von Coligny. Er starb bereits 1657.